# Prout (rivière)
Prut
Pour les articles homonymes, voir Prout.
Cette rivière d'Europe du Sud-Est a trois dénominations en français :
- historiquement Pruth (jusqu'en 1945)[1] ;
- internationalement Prut (en transcription directe depuis l'ukrainien Прут, le roumain Prut et le moldave cyrillique Прут)[2]) ;
- depuis 1945 Prout (en transcription phonétique du russe Прут).

En roumain, l’article défini ul postposé et accolé donne Prutul.
Long de 953 km, cet affluent du bas-Danube prend sa source en Ukraine et fait office de frontière entre la Moldavie et la Roumanie sur 711 kilomètres.

## Hydronymie
La rivière était connue dans l’Antiquité sous les noms de Pyretos ou Pyretus. Trois étymologies sont proposées :
- le dace Pyreta « scintillant »[3] ;
- le scythe et ïasse Porata, proche de l’ossète fûrd « large cours d’eau »[4], issu de l'indo-européen pereðƕū « large », également donné comme étymologie possible du Sereth voisin (Hierasus dans l’Antiquité) ;
- le vieux slave прѫтъ, prǫtъ, « roseau, canne »[5].

## Orthographes françaises
En français, le « Prut » (dans les éditions du Petit Larousse antérieures à 1945 et dans l'Atlas National Geographic) est encore souvent orthographié « Prout », ou bien cette seconde forme est donnée en renvoi ou entre parenthèses. En milieu francophone, le nom de cette rivière est ainsi fréquemment exclu du processus de « dérussification » qui a eu lieu après de la dislocation de l'URSS : en Moldavie indépendante, les rivières Рэут/Réout ou Бык/Byk ont ainsi retrouvé leurs noms moldaves de Răut ou Bîc, de même que les villes de Бэлць/Belcy : Bălți, Кишинэу/Kishinéou ou Кишинёв/Kichineff : Chișinău et aussi Яшь/Яссы/Jassy : Iași en Moldavie roumaine.
Après la chute des régimes communistes en Europe, pour désigner le Sereth, autre rivière moldave coulant en Ukraine et Roumanie, les dictionnaires français ont facilement adopté la forme locale « Siret », alors que pour le Pruth, ces mêmes dictionnaires ont préféré conserver l'orthographe « Prout », transcription phonétique du russe : Прут, bien que la Russie ne soit plus riveraine de ce cours d'eau. Selon l'historien Neagu Djuvara, cet attachement à la forme « Prout » serait dû au « gai souvenir que les intellectuels francophones ont de leurs fous-rires scolaires ».

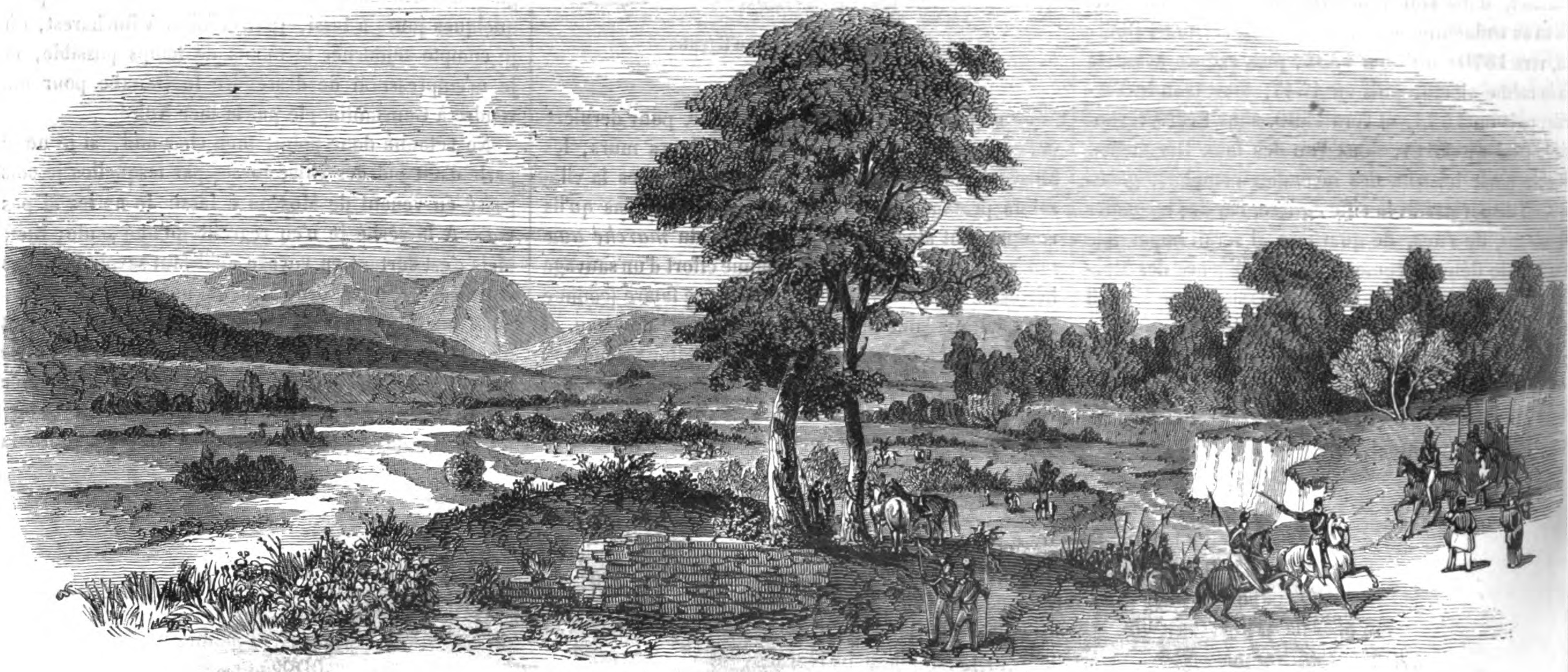
Moldavie, les bords du Pruth par Michel Bouquet vers 1840.
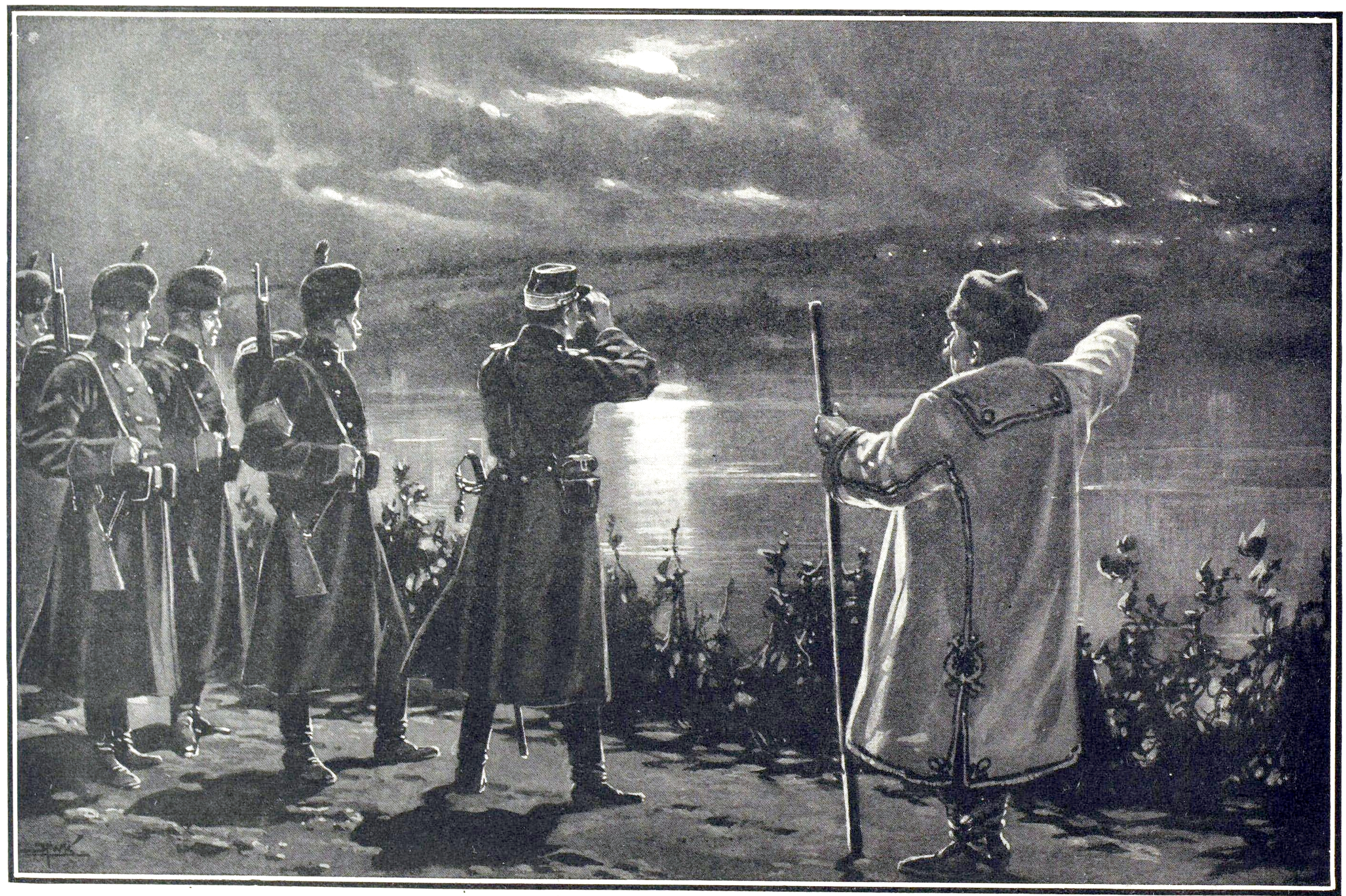
Les feux de la révolution : en 1905, des gardes-frontières roumains observant les villages moldaves auxquels les cosaques ont mis le feu sur l'autre rive du Pruth en Moldavie russe.
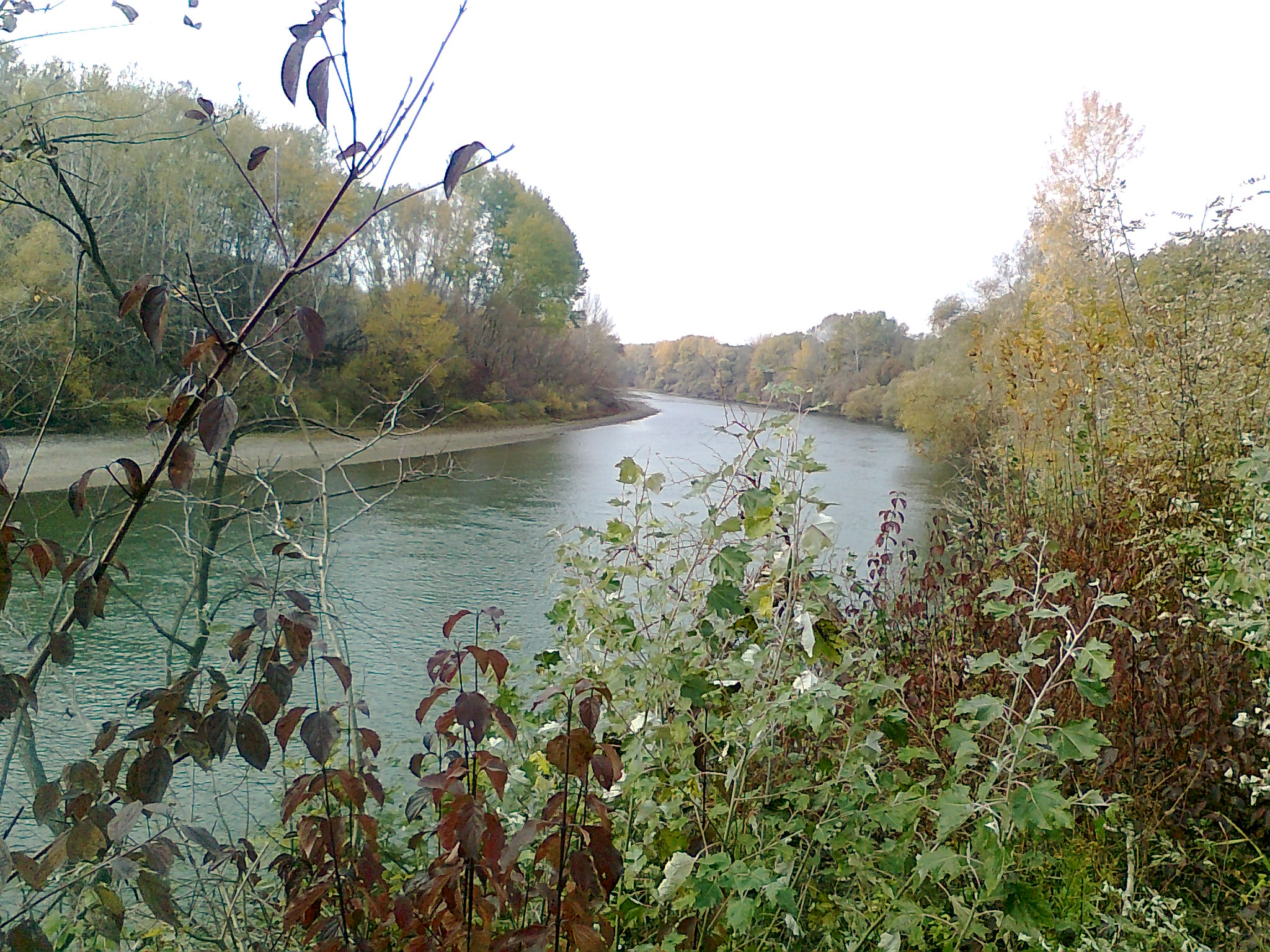
Le Pruth entre le județ de Botoșani (Moldavie occidentale, Roumanie) et le raion de Glodeni (république de Moldavie).
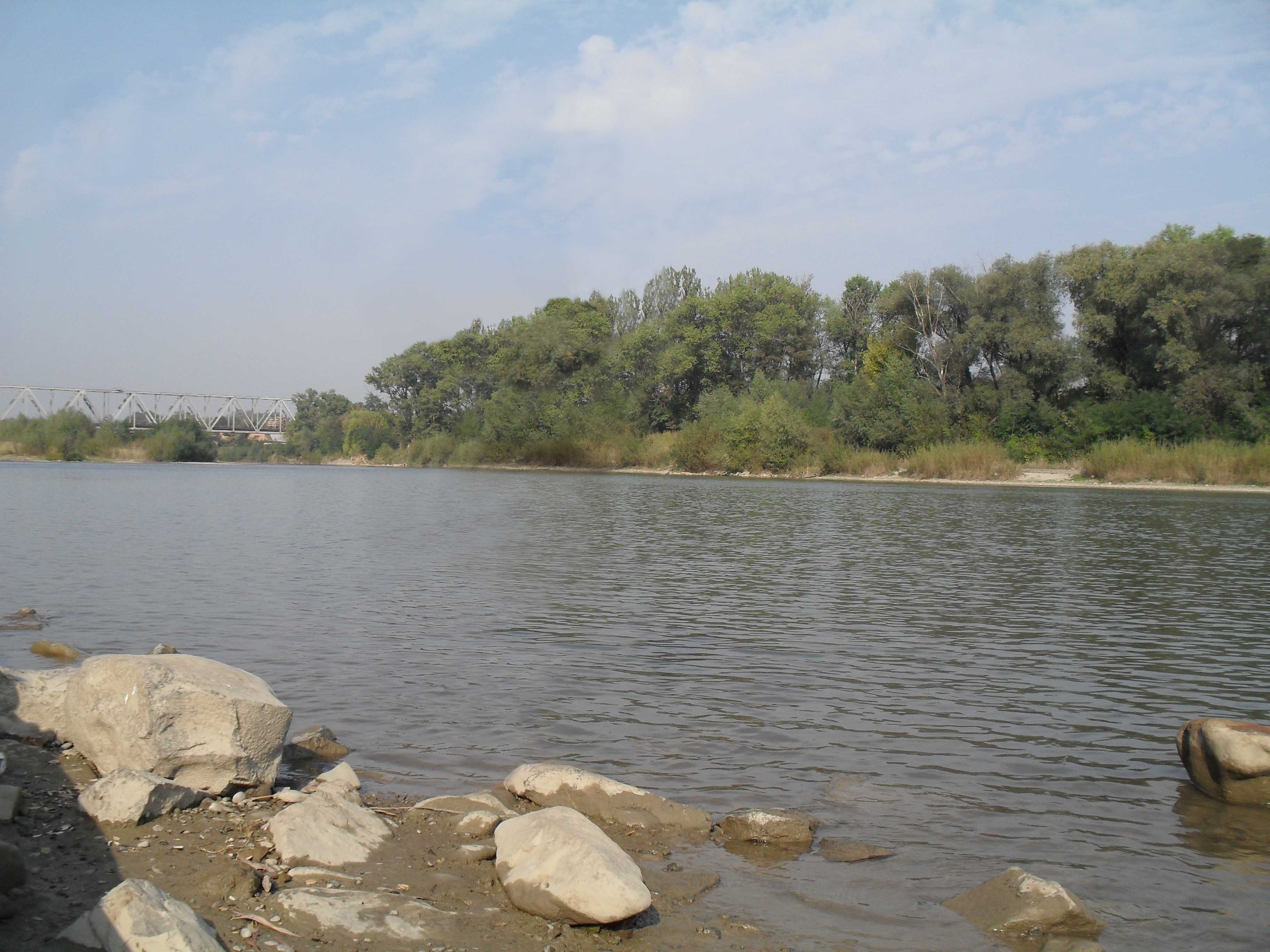
Le Pruth près d'Ungheni.
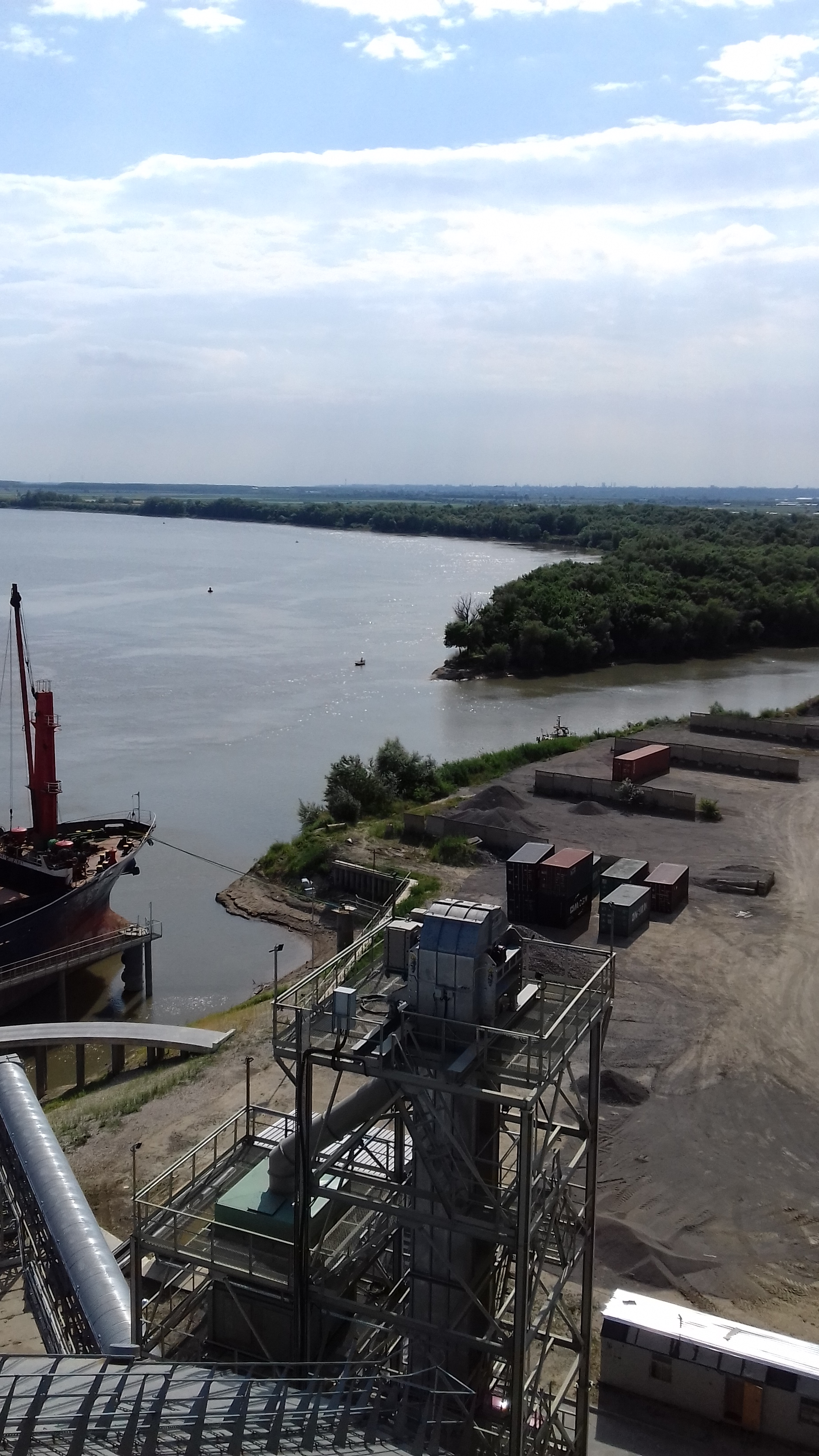
La confluence du Pruth (à droite) et du Danube vue du port de Giurgiulești.

## Géographie
Le Pruth / Prut / Prout prend sa source sur le versant oriental du mont Hoverla, à proximité du col Yablonitsky dans les Carpates orientales, en Ukraine. Il coule vers le sud-est à travers le plateau moldave et se jette dans le Danube au niveau du port de Giurgiulești, entre Galați et Reni. Le bassin hydrographique du Pruth s'étend sur 27 500 km2, dont 10 990 km2 en Roumanie. La ville la plus importante située sur ses rives est Tchernivtsi, en Ukraine.
Le barrage moldo-roumain de Stânca-Costești retient ses eaux. Sur une longueur de 711 kilomètres, son talweg forme la frontière entre la Roumanie et la Moldavie. Les 711 kilomètres frontaliers séparent aussi l'Union européenne et l'OTAN (rive droite) de la CEI et de la zone d'influence russe (rive gauche) et à ce titre, ce parcours est très surveillé par la Frontex.

## Histoire
De 1359 à 1812 son cours était presque entièrement compris dans le territoire de la principauté de Moldavie et sa source se trouvait en Pocoutie polonaise. Le traité du Pruth fut signé à Fălciu le 23 juillet 1711 entre l'Empire russe et l'Empire ottoman, mettant fin à la quatrième guerre russo-turque. Il prévoit la restitution par la Russie aux Ottomans d'Azov et de la Crimée. Il a été renouvelé le 24 juin 1713 à Andrinople par le traité d'Andrinople. De 1812 à 1917 le Pruth fit office de frontière sud-occidentale de l'Empire russe. En souvenir du traité du Pruth, un cuirassé russe est baptisé Bronenossets Prut (russe : Броненосец Прут : le « belliqueux Pruth »). L'équipage, composé en partie de Moldaves, se mutine en 1905, en même temps que celui du Potemkine et pour les mêmes raisons, avant de demander et obtenir l'asile à Constanza en Roumanie, qui rend les deux navires au Tzar mais offre l'asile aux mutins. De 1918 à 1940 et jusqu'à l'annexion de la Bessarabie et du nord de la Bucovine par l'Union soviétique, le cours du Pruth était en grande partie compris dans le territoire de la Roumanie et sa source se trouvait en Pologne.
La rive moldave du Pruth a été classée en réserve de biosphère par l'Unesco en 2018, la réserve des sources de la Pohorilets est un site Ramsar en Ukraine.

## Villes
Les villes suivantes s'élèvent sur ses rives : Kolomyia, Sniatyn, Tchernivtsi, Novosselytsia (Ukraine occidentale), Darabani et Ungheni (rive droite, Roumanie), Ungheni (rive gauche) et Cahul (Moldavie). La métropole historique et culturelle moldave, Iaşi, se trouve tout près du Pruth.

## Affluents
Les cours d'eau suivants sont des affluents du Pruth :
- Rive gauche : le Racovăț, le Ciugur, la Căldărușa, la Gîrla Mare, la Lăpușna, la Sărata et la Larga;
- Rive droite : le Tcheremoch, la Herța, la Poiana, le Cornești, l'Isnovăț, le Rădăuți, le Ghireni, le Volovăț, le Badu, le Bașeu, la Corogea, la Berza Veche, la Râioasa, le Soloneț, la Cerchezoaia, la Jijia, le Cozmești, le Bohotin, la Moșna, la Duda, la Șopârleana, l'Elan, la Horincea, l'Oancea, la Stoeneasa et la Chineja.